# Melissa Gorman
Melissa Gorman (Australia, 11 de diciembre de 1985) es una nadadora australiana especializada en pruebas de larga distancia en aguas abiertas, donde consiguió ser medallista de bronce mundial en 2010 en los 10 kilómetros en aguas abiertas.

## Carrera deportiva
En el Campeonato Mundial de Natación en Aguas Abiertas de 2010 celebrado en Roberval (Canadá), ganó la medalla de bronce en los 10 kilómetros en aguas abiertas, con un tiempo de 2:05:57.7 segundos, tras las italianas Martina Grimaldi  (oro con 2:05:45 segundos) y Giorgia Consiglio  (plata con 2:05:57.5 segundos).